# Univerzalna stružnica
Univerzalne stružnice uporabljamo praviloma za izdelavo  posameznih izdelkov ali majhnih serij. Primerne so za vzdrževalne in podobne manjše delavnice, pa tudi povsod tam, kjer so potrebni stroji, ki naj bodo kolikor je le mogoče vsestranski. Na univerzalni stružnici lahko stružimo vzdolžno, prečno, stružimo lahko tudi valjaste in stožčaste navoje, Arhimedove spirale, nadalje lahko vrtamo, grezimo, povrtavamo, režemo navoje z navojnimi svedri in čeljustmi, ročno poliramo in pilimo. Dodatni pripomočki omogočajo še struženje krogle, kopiranje in brušenje.
Od vseh vrst stružnic se univerzalne stružnice razlikujejo po tem, da imajo ločen poseben mehanizem za vzdolžno in prečno podajanje s pomočjo utornega vretena in poseben mehanizem za rezanje navoja s profilnimi orodji, pri katerem sta najvažnejša vodilno vreteno in dvodelna matica. Pogosto zato to stružnico imenujemo tudi stružnica z vodilnim in utornim vretenom.